# Бетпуи
Бетпуи́ (фр. Betpouy, окс. Bèthpoi) — коммуна во Франции, находится в регионе Юг — Пиренеи. Департамент — Верхние Пиренеи. Входит в состав кантона Кастельно-Маньоак. Округ коммуны — Тарб.
Код INSEE коммуны — 65090.

## География

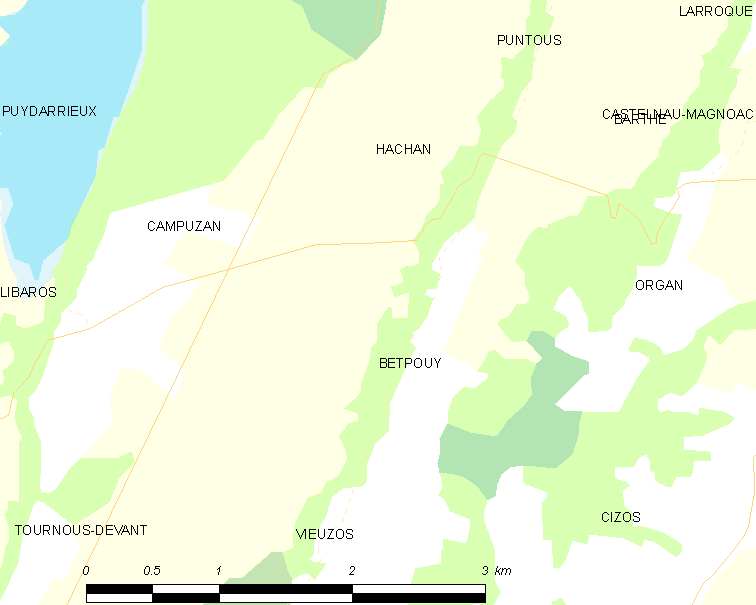
Карта коммуны

Коммуна расположена приблизительно в 640 км к югу от Парижа, в 90 км юго-западнее Тулузы, в 32 км к востоку от Тарба.
По территории коммуны протекает река Петит-Баиз.

## Климат
Климат умеренно-океанический с солнечной тёплой погодой и обильными осадками на протяжении практически всего года.

## Население
Население коммуны на 2010 год составляло 76 человек.
| 1962 | 1968 | 1975 | 1982 | 1990 | 1999 | 2010 |
| ---- | ---- | ---- | ---- | ---- | ---- | ---- |
| 86   | 69   | 65   | 68   | 81   | 72   | 76   |

## Администрация
| Период | Период | Фамилия         | Партия | Примечания |
| ------ | ------ | --------------- | ------ | ---------- |
| 2001   | 2020   | Жан-Марк Вердье |        |            |

## Экономика
В 2010 году среди 54 человек трудоспособного возраста (15-64 лет) 40 были экономически активными, 14 — неактивными (показатель активности — 74,1 %, в 1999 году было 81,0 %). Из 40 активных жителей работали 38 человек (23 мужчины и 15 женщин), безработных было 2 (1 мужчина и 1 женщина). Среди 14 неактивных 5 человек были учениками или студентами, 3 — пенсионерами, 6 были неактивными по другим причинам.